# کارل وایرشتراس
کارل وایرشتراس (به آلمانی: Karl Weierstraß) (زاده ۳۱ اکتبر ۱۸۱۵ – درگذشته ۱۹ فوریه ۱۸۹۷) ریاضی‌دان آلمانی قرن ۱۹ بود. از او به عنوان پدر آنالیز مدرن یاد می‌شود.

## زندگی
برخلاف بیشتر ریاضی‌دانان آن زمان که از خانواده‌های پروتستان بودند. او در خانواده‌ای کاتولیک در شهر اوستن‌فلده به دنیا آمد. پدرش در خزانهٔ کلیسای کاتولیک کار می‌کرد.

## آثار
کار اصلی او قرار دادن آنالیز بر پایه‌های صحیح و توسعهٔ نظریهٔ تابع‌ها بر پایه سری‌های توانی بود. او همچنین کمک‌های شایانی به تئوری‌های توابع بیضوی، هندسه دیفرانسیل و معادله‌های چندمجهولی کرد.